# Triaenomontia
Triaenomontia is een geslacht van hooiwagens uit de familie Triaenonychidae.
De wetenschappelijke naam Triaenomontia is voor het eerst geldig gepubliceerd door Roewer in 1914. 

## Soorten
Triaenomontia omvat de volgende 3 soorten:
- Triaenomontia hispida
- Triaenomontia horrida
- Triaenomontia nigra